# Bunclody
Bunclody es una localidad situada en el condado de Wexford, en Irlanda.
Está ubicada al sureste del país, cerca de la cadena de las montañas de Blackstairs y de la costa del mar de Irlanda.
A los efectos del censo, es considerada como una sola entidad con la localidad vecina de Carrickduf. Entre ambas localidades, según el censo de 2016, reúnen un total de 1984 habitantes.